# 동부보알라보
동부보알라보(Voalavo antsahabensis)는 붉은숲쥐과에 속하는 설치류의 일종이다. 마다가스카르섬 동부의 앙조조로베 숲에서 발견된다.